# Branchinecta orientalis
Branchinecta orientalis är en kräftdjursart som beskrevs av Georg Ossian Sars 1901. Branchinecta orientalis ingår i släktet Branchinecta och familjen Branchinectidae. Inga underarter finns listade.